# Bruce Bastin
Bruce Bastin (* 19. September 1939 in Chelmsford, England) ist ein britischer Bluesforscher, Musikproduzent und Labelbetreiber. Er gilt als führende Experte, wenn es um die Bluesstile und -interpreten der Ostküste der Vereinigten Staaten geht (Piedmont Blues).
Bastin hat einen Abschluss in Folklore der University of North Carolina in Chapel Hill und ist Autor der Standardwerke Crying for the Carolines und Red River Blues: The Blues Tradition in the Southeast.
Er ist außerdem Inhaber und Geschäftsführer von Interstate Music, Ltd., West Sussex, mit den Plattenlabeln Country Routes, Flyright, Harlequin, Heritage, Krazy Kat, Magpie und Travelin’ Man.

## Bibliografie (Auswahl)
- Bastin, Bruce: Crying for the Carolines.- London (Studio Vista) 1971
- Bastin, Bruce: Red River Blues - The Blues Tradition in the Southeast.- Chicago (University of Illinois Press) 1986
- Bastin, Bruce: Truckin' My Blues Away - East Coast Piedmont Styles.- in: Cohn, Lawrence: Nothing But The Blues - The Music and the Musicians.- New York, London, Paris (Abbeville Press) 1993, p. 205 – 231